# La Mare de Déu del canceller Rolin
La Mare de Déu del Canceller Rolin és una pintura a l'oli del mestre flamenc Jan van Eyck, datada al voltant de 1435. Es troba al Museu del Louvre de París.
El treball va ser encarregat pel canceller del ducat de Borgonya, Nicolau Rolin, que apareix al costat esquerre de la imatge. Era per a la seva església parroquial, Notre-Dame-du-Châtel, a Autun, on va romandre fins que l'església es va cremar durant la revolució francesa, el 1793. Després d'un període en què quedà exposat a la Catedral d'Autun, va passar al Louvre el 1805 com a resultat de l'espoli de Napoleó Bonaparte.
Aquesta obra mestra va servir d'inspiració a Roger van der Weyden per a la seva Mare de Déu de sant Lluc (circa 1440), on l'autor apareix com a Sant Lluc en un escenari clarament inspirat en la Mare de Déu de Rolin.

## Origen
El 1432, Nicolau Rolin, un influent personatge de la cort de Felip III el bo, va comprar una casa, l'Hôtel Rolin, al costat de l'església de Notre-Dame-du-Châtel, a Autun; l'edifici actualment és la seu del Museu Rolin. El canceller, durant les seves estades a Autun, acostumava a assistir a matines a l'església; però va obtenir permís del papa per celebrar la missa de l'alba a casa seva, a l'inici de la seva ocupada jornada d'activitat política. La imatge sembla que va ser pintada en aquest període, quan el canceller va obtenir el permís papal. La seva trobada cara a cara amb la Mare de Déu en un palau semblant a la ciutat celestial de Jerusalem no és una expressió d'arrogància o vanitat personal, sinó un signe de la intensitat de la seva devota esperança per la salvació i la vida eterna.

## Dades de context

### Autor

Home del turbant vermell;
un possible autoretrat de Jan van Eyck

Jan van Eyck (1380-1441) és, amb el seu germà Hubert, l'iniciador de l'estil dels primitius flamencs. Tots dos van néixer en un lloc proper a Maaseik, a la regió de Limburg. Al començament van treballar plegats, però Hubert va morir el 1426 i només va quedar Jan, que va viure amb un gran benestar econòmic al servei de Felip III de Borgonya.
El seu estil es caracteritza pel hieratisme i la immobilitat, i les seves preocupacions més grans eren la versemblança, la perfecció, el tractament de la llum i la perspectiva. Les seves obres més representatives són, a més d'aquesta Mare de Déu, el Políptic de l'anyell místic de la catedral de Sant Bavó de Gant (1432) i La Mare de Déu del canonge Van der Paele.

### Relació de l'obra amb la seva època històrica
L'obra va ser pintada a Flandes, durant el segle xv. En aquesta època apareix una societat avançada, amb una economia basada en els productes tèxtils de luxe i en el comerç, afavorit per una excel·lent situació estratègica. Per allà passaven les grans rutes comercials terrestres que anaven d'Itàlia i França cap a l'Atlàntic nord, és a dir, cap Anglaterra i els països nòrdics i les rutes marítimes que anaven del mar del Nord al Cantàbric. A la burgesia flamenca li agradava el luxe i les obres d'art, d'acord amb el desenvolupament dels seus interessos intel·lectuals. Aquestes obres d'art són per al propi gaudi, és a dir, per endur-se-les a casa o per instal·lar-les en capelles privades; és el que s'anomena «pintura de devoció». Per això la pintura és la tècnica ideal, manejable, barata i propensa a reflectir els gustos burgesos.

### Estil
L'obra pertany a l'estil dels primitius flamencs. L'escola flamenca de pintura va ser una de les més importants del món en un període que es perllonga des del segle XV fins al segle xviii. Per distingir aquest primer període, el del segle xv, es fa servir la denominació d'«Escola dels Primitius Flamencs». Aquesta escola solia pintar quadres de temàtica religiosa però que desenvolupaven com a escenes costumistes, encara que també van tractar el retrat i el paisatge. Utilitzaven la tècnica a l'oli i el seu estil es caracteritzava per la minuciositat, el detall en la reproducció d'objectes, el naturalisme i l'amor al paisatge. Entre els artistes més importants d'aquesta escola, a més de Jan van Eyck, destaquen Roger van der Weyden i El Bosc. A Catalunya, un deixeble seu, Lluís Dalmau, va realitzar la Mare de Déu dels Consellers amb un estil molt semblant al del mestre.
Aquesta obra va ser feta amb la tècnica de la pintura a l'oli. Vasari havia atribuït el descobriment d'aquesta tècnica a Jan van Eyck, tot i que posteriorment ha quedat demostrat que no va ser així, ja que l'ús de l'oli com a vehicle dels pigments ja es detecta en obres pictòriques del segle xiii. El que sí que és destacable és el fet que van Eyck transformés aquesta tècnica en un procediment d'una elevada perfecció; emprava oli de llinosa amb altres dissolvents i vernissos i, aplicat en veladures, aconseguia l'assecament de les capes i facilitava les correccions.

## Descripció
L'escena descriu la Mare de Déu, coronada per un àngel, mig girada cap a l'observador mentre presenta el Nen Jesús al canceller Rolin. L'escena s'enquadra en una espaiosa estança d'estil italià amb una galeria ricament decorada amb columnes i baixos relleus. L'ambientació ben podria ser la residència de Rolin. Al fons hi ha un paisatge amb un riu i un pont que uneix les dues parts d'una ciutat que l'envolta.

### Paisatge de fons

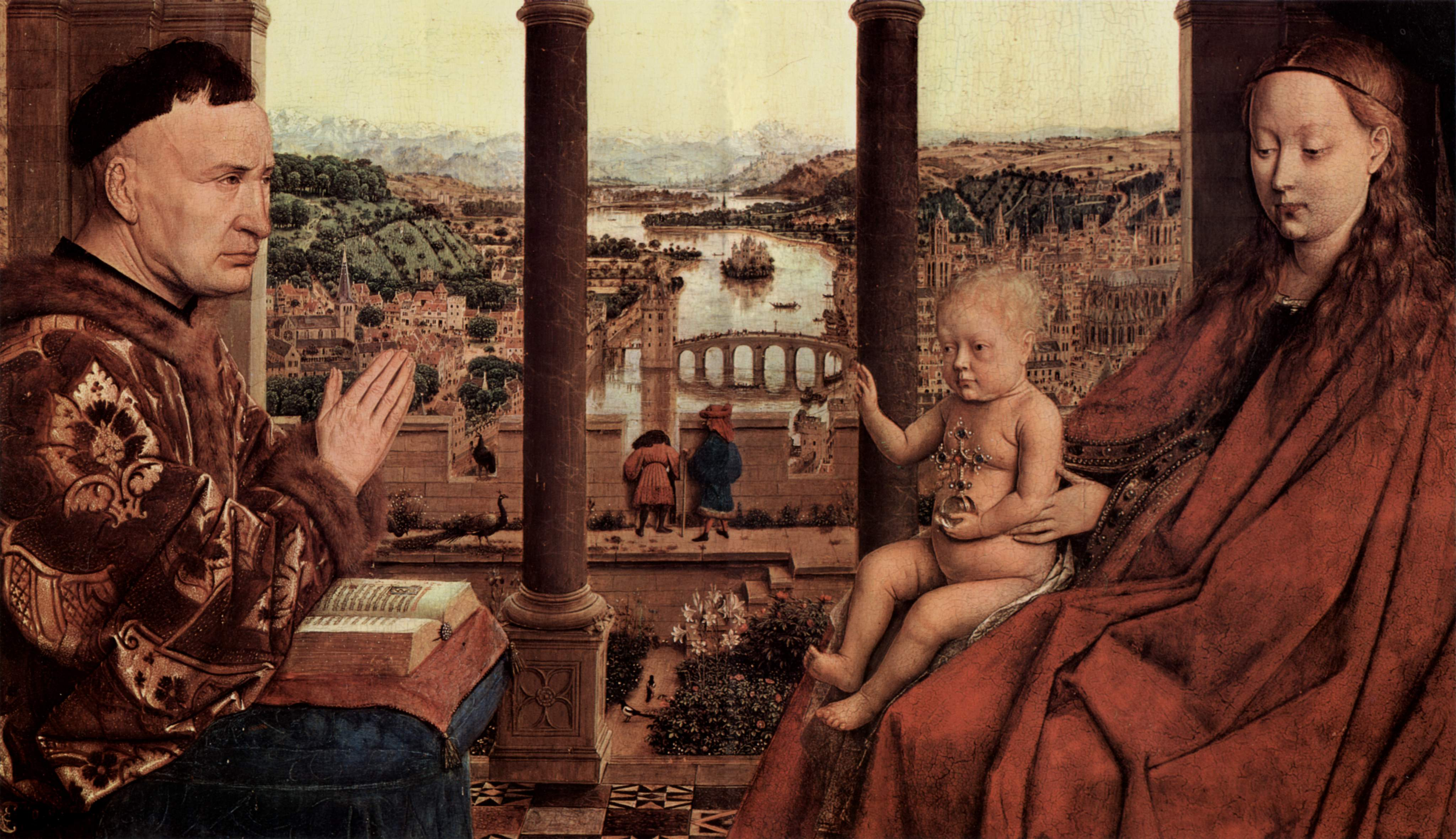
El riu crea un eix de simetria separant tots els elements i la seva rica simbologia, entre la part divina a la dreta i la profana o pecadora, a l'esquerra

Ocupant la meitat superior central del quadre s'ubica el paisatge exterior, amb un marcat contrast entre la seva forta llum del sol i la més fosca i íntima de l'interior. Inspirat en la vall del riu Mosa, amb una ciutat a la seva riba que s'ha volgut creure que era Autun a la Borgonya, el poble de Rolin. Amb tot, els historiadors l'han identificat com Lió, Maastricht, Lieja o Praga.
La raó rau, com afirmava Durer, en el fet que Van Eyck havia recollit «tots els detalls de les múltiples imatges que havia vist, sense necessitat de recórrer a models individuals».
Hi apareixen amb total detall una àmplia gamma de palaus, esglésies, una illa, un pont elevat, turons i camps, amb una llum uniforme.
Es dona a la imatge un sentit molt real de la profunditat, accentuat per la llum brillant a l'horitzó, amb una calima que cobreix una serralada distant. Com en moltes pintures flamenques, l'esglaonat de turons i muntanyes es mostra molt més gran que en la realitat, per a crear un efecte més dramàtic.
El paisatge conté un seguit d'elements simbòlics: el sol banya tot l'espai amb una llum suau del color rosa de l'albada. La lluna és amb prou feines visible, a l'esquerra de la imatge. Aquests elements còsmics - juntament amb el riu, les muntanyes i la ciutat - s'esmenten a la litúrgia de matines.
El paisatge, dividit pel flux de meandres del riu, reflecteix l'oposició establerta entre les figures de Nicolau Rolin i la Mare de Déu amb el Nen, en el primer pla de la composició.
Al marge dret del riu, en l'espai de la Mare de Déu, es representa el món celestial amb esglésies i torres i, entre elles, l'absis d'una gran catedral gòtica, amb capelles radials. Una ciutat celestial envoltada per un mur. A l'esquerra, darrere del canceller, una ciutat amb edificis profans al voltant d'una església i un claustre. Més enllà de la ciutat, les vinyes cobreixen les vessants, possiblement en referència a les extenses propietats de Nicolau Rolin.
El riu divideix els dos mons, però també els uneix. Es poden veure vaixells plens de passatgers creuar l'aigua. S'observa una illa en el centre amb una torre fortificada i alts edificis envoltats d'arbres.
El més significatiu és un pont que uneix les dues ribes amb set arcs, una torre de plaça fortificada i un pont llevadís de fusta. Una multitud de persones creuen a peu i a cavall. Una creu a l'arc central representa el sacrifici de Crist, formant un pont entre el món terrenal del pecat i el món celestial del paradís.
La creu també pot referir-se al Tractat d'Arras, signat el 21 de setembre de 1435, que va ser elaborat per Nicolau Rolin i ratificat pel duc de Borgonya, Felip el Bo, per celebrar la seva reconciliació amb el rei francès Carles VII. Per commemorar-ho es va instal·lar una creu en un pont sobre el Sena a Montereau, en el lloc on havia estat assassinat el pare de Felip, dit «Joan sense Por», el 1419.

### La galeria i l'estança

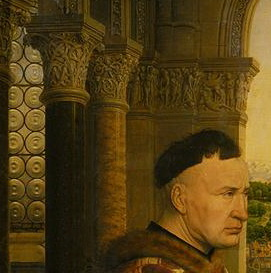
Els capitells amb les desgràcies derivades del pecat original, semblen configurar una pesada «corona de pedra» per al canceller

La galeria s'obre al món exterior a través d'una arcada triple, una referència explícita a la Trinitat. L'espai queda lateralment tancat per una altra sèrie de columnes que condueixen a les zones que s'entreveuen a esquerra i dreta de l'escena. L'arquitectura és de marcat estil romànic per indicar una relació amb l'Antic Testament.
La majoria dels capitells de les columnes estan tallades amb motius decoratius: traceria, escenes bíbliques i petits animals. A l'esquerra, just sobre el cap de Rolin, destaquen les escultures que il·lustren el Gènesi, primer llibre de l'Antic Testament: l'expulsió d'Adam i Eva del Paradís, l'assassinat d'Abel a mans del seu germà Caín, l'embarcament de l'Arca de Noè, i l'embriaguesa de Noè després del diluvi. Les escenes resumeixen la història de la caiguda en desgràcia de la humanitat a conseqüència del pecat original.
El paviment de rajoles escacat compta amb un disseny d'estrelles de vuit puntes, reforçant les línies de fuga de la perspectiva, que també són visibles a les columnes a banda i banda de l'escena. Les línies, però, no arriben a un punt de fuga únic, sinó a una «zona de fuga».
La il·luminació interior és complexa i prové de diverses fonts, típic de van Eyck, amb llum que ve del pòrtic central i de les finestres laterals. Els personatges estan il·luminats per una font de llum invisible, que prové del costat dret de la imatge, coincidint amb la llum natural de la finestra que hi havia a la capella on estava penjat originalment el quadre.
Com en altres obres de Van Eyck, la descripció de l'espai no és tan simple com sembla. La comparació de les rajoles del pis amb altres elements mostra que els personatges estan només a uns dos metres de les columnes de la galeria, i que Rolin s'hauria d'ajupir per sortir a través de l'obertura. Moltes obres de Van Eyck mostren uns espais interiors molt petits, però la descripció transmet subtilment un sentit d'intimitat, sense sentir-se constret.

### El jardí
El petit jardí tancat o hortus conclusus, visible just darrere de les columnes, augmenta la sensació de profunditat pictòrica mitjançant la creació d'un punt mitjà entre els personatges a la part davantera de la imatge i el paisatge a la distància.
A banda i banda d'un camí central, els llits estan plantats amb flors tradicionalment associades a la Mare de Déu: els lliris blancs que simbolitzen la puresa; la peònia - una flor oriental - que representa el paradís; un roser silvestre, que simbolitza el sofriment; els iris, amb les seves fulles afilades, simbolitzen el dolor de Maria; les margarides, la seva innocència. Les dues garses al mig del camí poden ser una al·lusió a la mort.
Els tres paons darrere del canceller es refereixen al concepte de la vida eterna: els paons es van associar en l'antiguitat amb la llegenda de Juno, la carn de la qual resistia la decadència - una característica interpretada per Sant Agustí com una referència a la immortalitat. Una interpretació alternativa podria identificar les aus com una subtil referència al caràcter orgullós de Nicolau Rolin.
Més enllà, dues figures masculines estan d'esquena mirant a través dels merlets d'una mena de muralla que simbolitza la ciutat celestial de Jerusalem com es descriu en l'Apocalipsi de Joan. S'ha especulat que poden representar van Eyck i un ajudant, seguint el patró del seu matrimoni Arnolfini, en el qual també apareix el pintor. La figura de la dreta porta un chaperon vermell similar a l'autoretrat de van Eyck que es troba a la National Gallery de Londres.

### Personatges

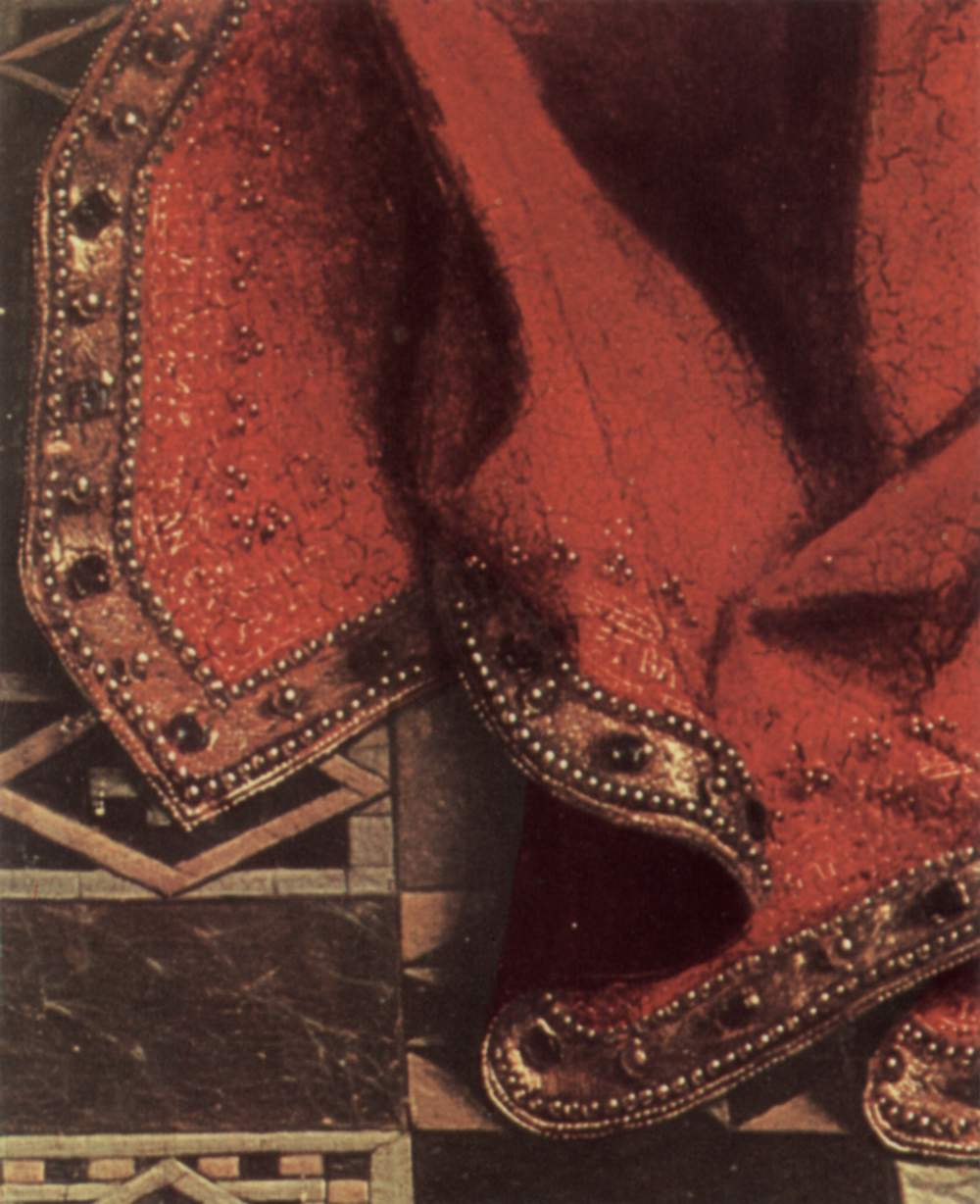
Detall del mantell de la Mare de Déu fistonat amb brodats

Tant el conjunt arquitectònic com els personatges figuren en una composició simètrica que enfronta el món diví de la Mare de Déu i el Nen amb el món terrenal del canceller Rolin. A la part dreta, la figura de la jove Mare de Déu situada de tres quarts de perfil, asseguda sobre un coixí de brocat amb motius florals. El coixí està col·locat en un seient de marbre amb incrustacions de dissenys geomètrics.
La solemnitat de l'escena es veu reforçada per l'ampli mantell vermell de la Mare de Déu, adornat amb una vora fistonada amb perles i pedres precioses. Al llarg de la vora hi ha una inscripció brodada en or, amb texts de la litúrgia cristiana de matines. Les oracions se centren en la magnificència de la Creació, un tema reflectit al fons i en el món que sosté el Nen Jesús, representat aquí com a Crist Creador.

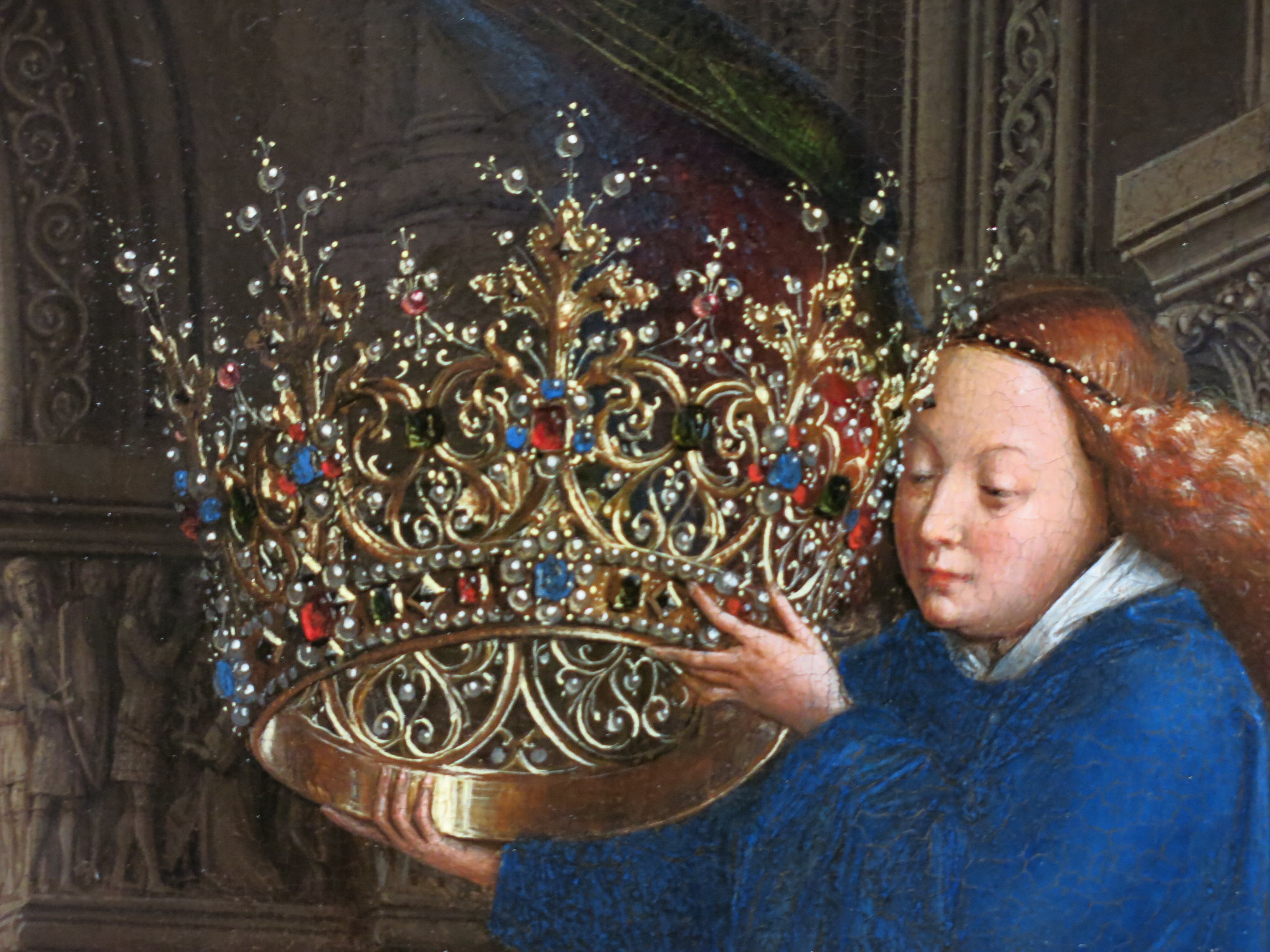
Detall de l'àngel amb la corona

La Mare de Déu és glorificada per les paraules llatines elevata i exaltata. El seu significat fa referència a la posició de la Mare de Déu en la pintura, dins d'un palau fortificat i per sobre del paisatge que l'envolta. La seva posició hieràtica i la forma com presenta al Nen Jesús, reflecteix la representació tradicional del Tron de la Saviesa, un esquema iconogràfic propi de l'art romànic. Ella sembla mirar la creu que hi ha a la part superior del globus, prefigurant el patiment del seu fill a la crucifixió.
Un àngel suspès en l'aire sosté una corona adornada per sobre del cap de la Mare de Déu, una referència a la seva coronació a la ciutat celestial de Jerusalem. L'àngel amb ales que presenta els colors de l'arc de Sant Martí simbolitza un vincle entre la Terra i el Cel, el pacte establert entre l'home i Déu.
La figura nua del Nen Jesús està asseguda sobre una petita peça de roba blanca, una referència al seu sudari mortuori, portant a la seva mà esquerra un globus de cristall coronat per una elaborada creu d'or. El globus simbolitza el poder terrenal de Crist, la creu, el seu domini espiritual i el cristall simbolitza la virginitat de Maria.
El Nen Jesús estén la seva mà dreta cap al canceller Rolin en un gest de benedicció, però no sembla estar mirant-lo directament. Van Eyck va alterar aquesta part de la imatge, probablement a petició del seu patró. La reflectografia infraroja va mostrar que en una capa prèvia de pintura el braç de Jesús assenyalava cap a terra.
El canceller, de caràcter dur, transmet una seriositat i pietat ben recollida per l'artista. Porta una elegant peça de roba amb el coll i els punys de pell; destaca que sigui de la mateixa mida que la Mare de Déu, tota una novetat en la pintura gòtica. És interessant observar que, a diferència d'altres obres similars com «La Mare de Déu de Jan Vos» o «La Mare de Déu del canonge Van der Paele», en aquesta no hi ha cap sant personatge entre entre la Mare de Déu i el donant.

## Tècnica
Van Eyck va utilitzar la seva tècnica de la pintura a l'oli, alhora com un dispositiu òptic i com una eina conceptual. En una pràctica pura, el «càlcul infinitesimal» de van Eyck va ser possible perquè el nou mitjà que utilitzà li va permetre combinar una gran quantitat de pinzellades, fusionant-les literalment entre si. Com a resultat, va poder investigar la relació entre les pinzellades petites i grans, entre altres obres, a La Mare de Déu del canceller Rolin.
És notable que van Eyck, utilitzant només instruments rudimentaris en combinació amb els coneixements que la seva tècnica li permetia, va ser capaç de crear obres d'art que reflecteixen la multiplicitat i la unitat de la natura. A la Mare de Déu de Rolin, Van Eyck va utilitzar la seva tècnica al màxim per presentar una diferenciació microscòpica del detall i, al mateix temps, veure de prop i de lluny. En aquesta obra no es conforma a unificar diferents elements discrets en un tot, sinó que estén el seu mètode de «visió millorada» per incloure una perspectiva distant. És com si aquest gran observador fes servir la seva «tecno-artesania» molt desenvolupada per escombrar amb l'ull tot el territori a la recerca de la llum reveladora.

## Alteracions
Els reflexogrames infrarojos han revelat canvis a la capa de preparació per sota de la pintura. En la capa inferior, Rolin tenia una bossa gran que penjava del seu cinturó; com que s'havia fet molt ric ocupant un càrrec públic, probablement s'hauria considerat que seria inadequat. El Nen estava originalment assenyalant a terra. Antigues descripcions sobre el quadre el descriuen originalment amb un marc de fusta fantasiosament pintat amb inscripcions que simulaven estar esculpides, com els dos retrats de Van Eyck que són a Londres.

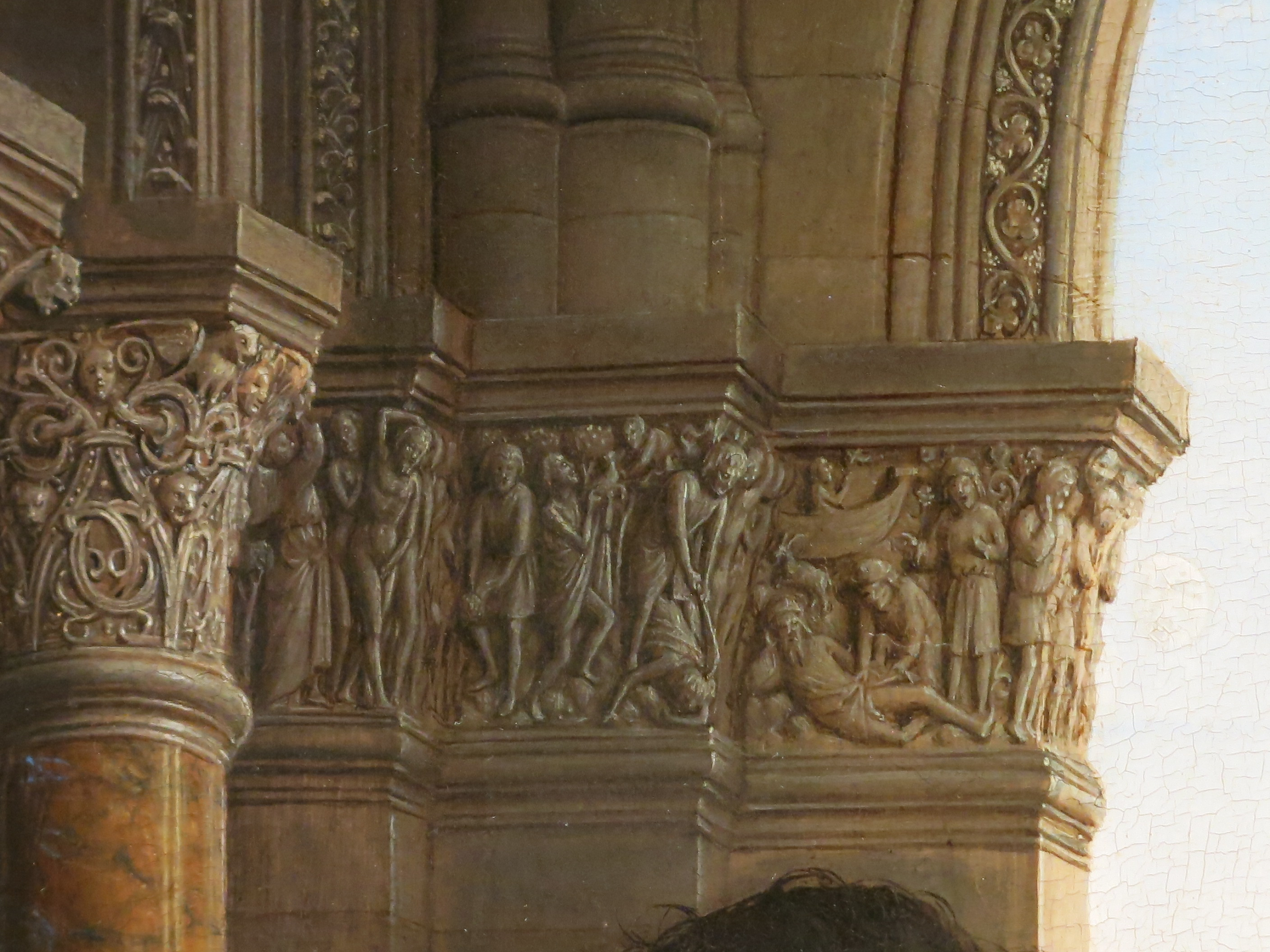
Les talles als capitells representant alguns dels pecats capitals

## Iconografia

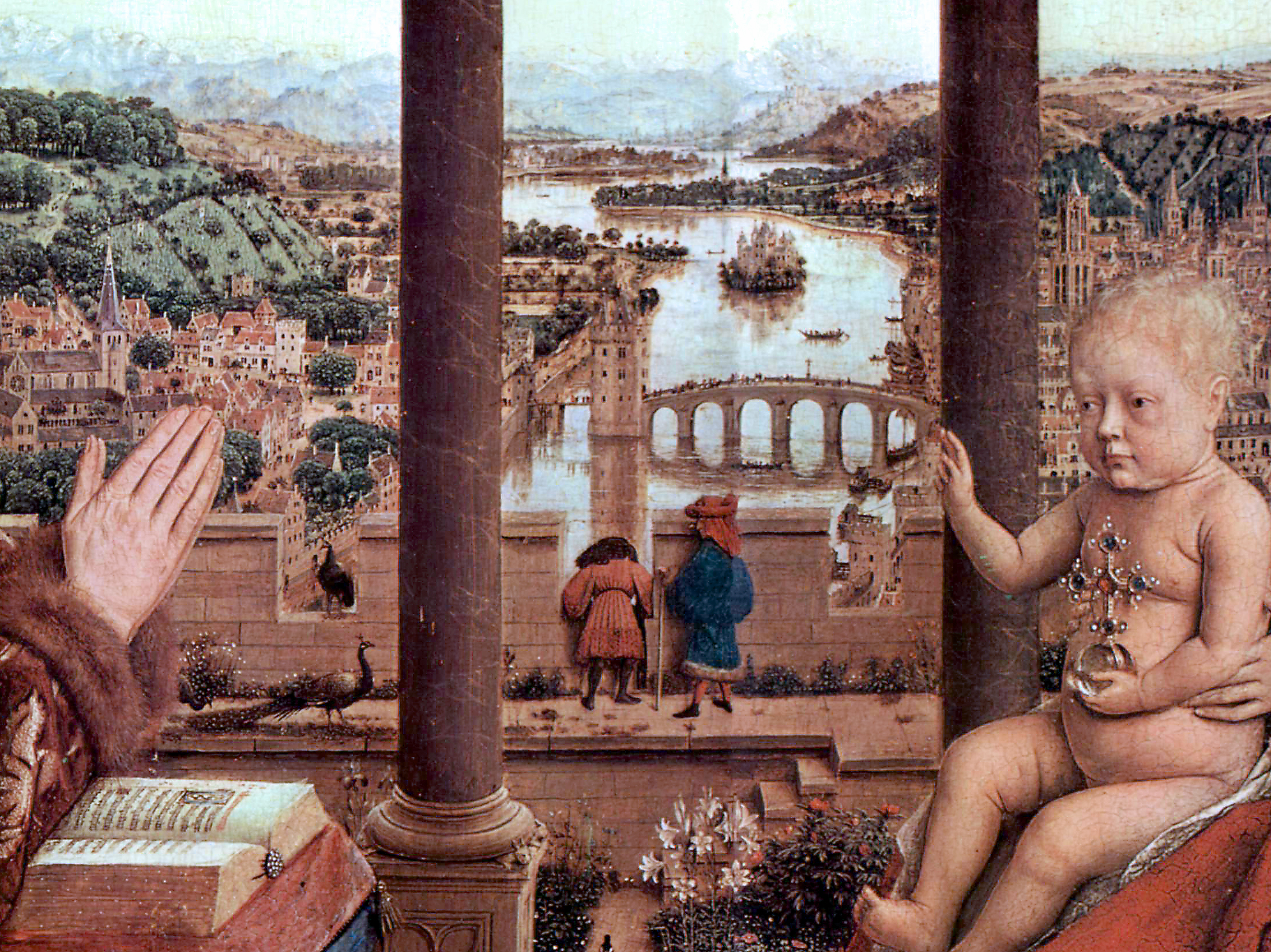
Detalls iconogràfics: l'església per sobre de les mans de Rolin, i la catedral per sobre del Nen Jesús, les flors representant les virtuts marianes i els conills aixafats a la columna, símbol de la luxúria

La imatge sedent de la Mare de Déu amb el Nen als seus genolls, que li proporciona una plataforma, es coneix com el Tron de la Saviesa, i Jan van Eyck ho havia fet servir en el «Tríptic de Dresde» o en «La Mare de Déu del canonge Van der Paele», que elaborava el significat en al·lusions complexes. El cos de la Mare de Déu és comparat sovint amb un altar, en el qual Crist hi és present, com succeeix durant la missa. Aquesta pintura pot haver estat ubicada originalment a l'esquerra del lloc de Rolin, al davant de la seva capella a l'església parroquial, entre ell i l'altar. Per a Rolin, o per a un espectador de Rolin en la situació real i en el quadre, la Mare de Déu està pintada en la posició de l'altar a la capella. El manuscrit il·luminat que hi ha davant de Rolin està obert en una pàgina amb una «D» inicial gran, que probablement indica «Domine, labia mea aperies» (Senyor, obre els meus llavis), l'obertura de matines, és a dir un llibre d'hores.
L'arquitectura de la galeria, com en altres pintures de Van Eyck, és d'estil romànic ric i delicat, llunyà de l'estil gòtic del moment. L'escena probablement representa alhora un edifici imaginari d'Autun, i la «ciutat Celestial de Jerusalem»; dos personatges des de dos mons, i el seu entorn combina els seus propis mons.
La pintura podria estar connectada amb el nomenament de 1436 de Jean, el fill de Rolin com a bisbe d'Autun; hi ha una catedral magnífica al riu, del costat de la Mare de Déu. També, just damunt les mans de Rolin hi ha una església més petita, potser pensada per representar una nova església dedicada a la Mare de Déu, o referit a la seva pròpia església parroquial Notre-Dame-du-Châtel que ell havia enriquit.
Hi apareixen també una sèrie d'il·lustracions dels set pecats capitals emmascarats entre els detalls de la pintura. Als relleus just per sobre del cap de Rolin (com si fos una pesada corona de pedra, que contrasta amb la corona celestial de Maria, de brillants pedres precioses) es veuen d'esquerra a dreta: l'expulsió d'Adam i Eva del Paradís (orgull), l'Assassinat d'Abel per Caín (enveja) i l'Embriaguesa de Noè (gola). Els caps de lleons dels capitells darrere Rolin poden representar la ira, i els minúsculs conills aixafats entre les columnes i la base, la luxúria (segons una iconografia pròpia de l'edat mitjana). Tots aquests detalls són a la banda on està Rolin; res similar no és visible en l'altra banda, el costat diví. Resten sense representació l'avarícia i la supèrbia, llevat que potser estiguessin representats per la figura del mateix Rolin (que tenia una bossa en les capes inferiors de la pintura), i pels personatges ociosos fora de la terrassa (incloent-hi el mateix Eyck).

## Referències

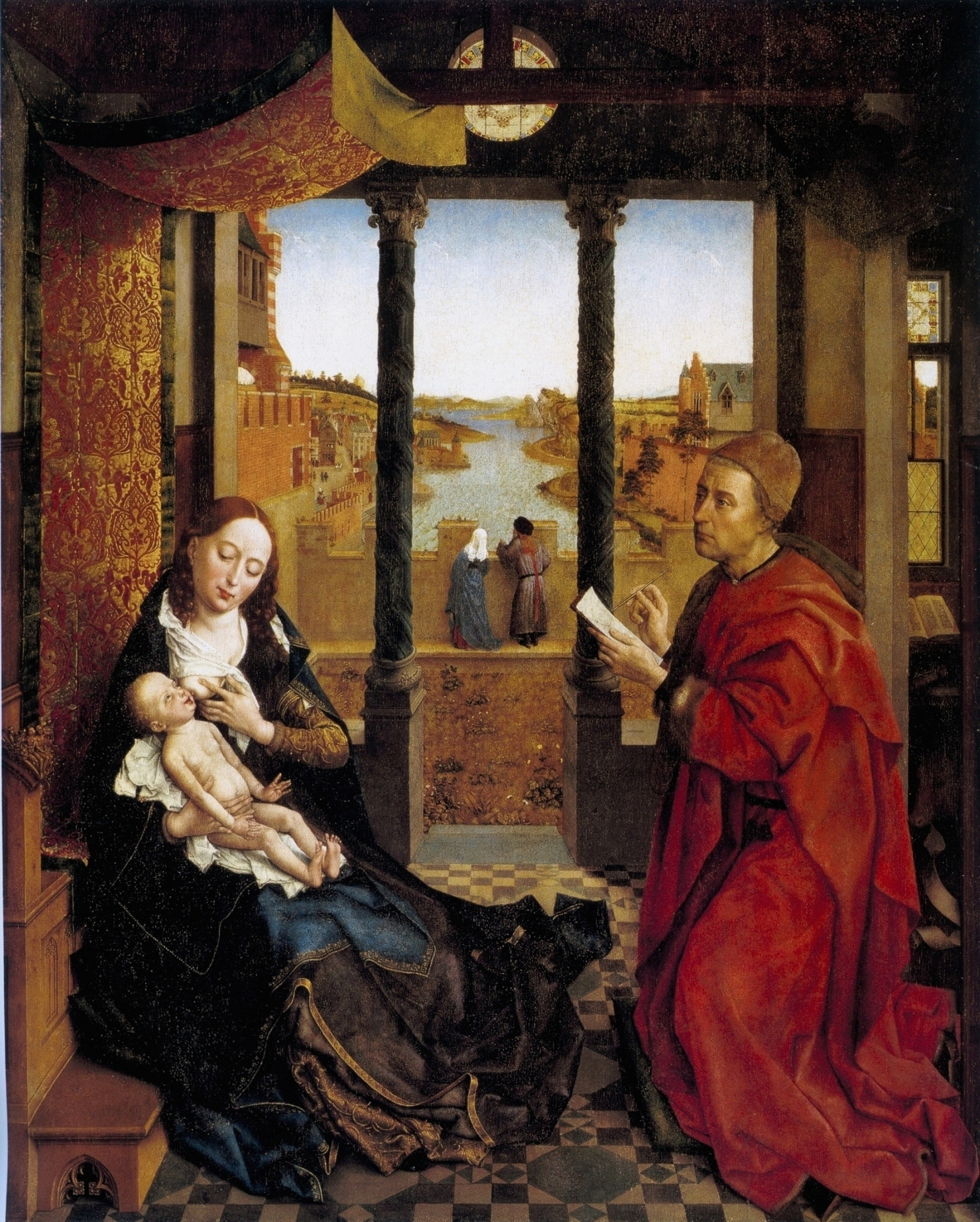
Roger van der Weyden, com Sant Lluc, fent un dibuix per la seva pintura de la Mare de Déu. L'escena està clarament enquadrada en l'escenari de la Mare de Déu de Rolin, circa. 1440.